# Żyła podniebienna zewnętrzna
Żyła podniebienna zewnętrzna (łac. vena palatina externa), żyła podniebienna (vena palatina) – w anatomii człowieka żyła głowy. Powstaje w podniebieniu miękkim, biegnie następnie przez okolice migdałka podniebiennego, z którego zbiera krew. Zazwyczaj jest dopływem żyły twarzowej, może także wpadać do innej pobliskiej żyły.